# Brian Sandberg
Brian Sandberg Jensen (født 22. maj 1966 i Slagelse), tidligere kendt under tilnavnene "Jetset-rockeren" og "Gucci-rockeren", er et tidligere fremtrædende medlem af rockerklubben Hells Angels, som han i 2012 valgte at forlade. Han blev senere samme år optaget som medlem af den rivaliserende rockerklub Bandidos. Efter lidt mere end to år som medlem i Bandidos blev han smidt ud af klubben i såkaldt "bad standing". Sandberg blev landskendt i 2008 da IT Factory-skandalen blev genstand for stor presseomtale – her havde han fungeret som Stein Baggers personlige sikkerhedsvagt.
Han blev i 2009 forsøgt dræbt tre gange ved skudattentater. I 2010 blev han anholdt og sigtet for en stribe drabsforsøg på folk i og omkring Blågårdsbanden og senere idømt 11 år og 10 måneders fængsel i byretten for at beordre et drabsforsøg. Landsretten frifandt ham efterfølgende for drabsforsøget, men dømte ham for at have beordret et kølleoverfald.
Sandberg udgav i 2010 sin selvbiografi Gangster: Brian Sandberg på Ekstra Bladets Forlag. I 2013 fulgte Exit Hells Angels, som er skrevet i samarbejde med Søren Baastrup, og som blev fulgt op med Exit Sandberg i 2016, mens han i 2023 udgav bogen Unåde – Mit Liv i Bad Standing. Hans fire bøger er tilsammen solgt i 60.000 eksemplarer. Siden 2017 har han holdt adskillige foredrag rundt om i Danmark om sin fortid i rocker-bandemiljøet.
I 2015 fik han konstateret modermærkekræft. Kræften spredte sig to år senere til lungen, som blev opereret væk. Siden da er der efterfølgende blevet fundet både et melanom og en metastase i hans krop. I 2022 var han kræftfri. Sandberg er blevet tilkendt førtidspension som følge af sin kræftsygdom.

## Baggrund

### Tidlige liv
Sandberg er født og opvokset i Slagelse på Sydvestsjælland. Sandbergs forældre, Bente og Anders Sandberg-Jensen blev gift i 1964 og fik datteren Pia samme år. I sin ungdom satsede han på en karriere inden for boksning. Det foregik i Korsør Bokseklub, hvor han bl.a. sparrede med den tidligere bokser Mark Hulstrøm. I en årrække var han også taekwondo-træner i Slagelse Taekwondo Klub. Han dyrkede taekwondo på højt plan og nåede 3. dan. Desuden arbejdede han som dørmand i nattelivet i Slagelse og omegn og stiftede på daværende tidspunkt et nært venskab med sværvægtsbokseren Brian Nielsen. Samtidig begyndte han også en kriminel karriere som narkobagmand – og ved byretten i Slagelse den 21. oktober 1991 blev han idømt 7 års fængsel for handel med 3,5 kilo amfetamin. Under afsoningen i Jyderup Statsfængsel mødte han Hells Angels-rockeren Rene Nøddeskov Ludvigsen, som afsonede en dom på 16 års fængsel for drabet på en præsident fra klubben Bullshit i 1985. I et interview kort før sin løsladelse i oktober 1995 vedkendte Sandberg sig, at han havde "levet som en konge" med "store penge og dyre biler". I sin tid som prøvemedlem hos Hells Angels agerede han bodyguard for "Ludvig", hvilket banede vej for hans karriere som rocker. Sandberg blev fuldgyldigt medlem af Hells Angels i 1996. Under rockerkrigen agerede han livvagt for prominente HA-medlemmer og arbejdede sig på den måde op i hierarkiet. I 1998 blev han smidt ud af klubben i "bad standing". Dette skete efter en række episoder, hvor han havde gjort sig uheldigt bemærket – bl.a. skulle han have snydt et prøvemedlem.
Efter udsmidningen flyttede han til Tenerife på De Kanariske Øer i Spanien, hvor han boede fra 1999 til 2000. På Tenerife arbejdede han for den internationale gangster John "Goldfinger" Palmer og var med i hans svindel med timesharelejligheder. I 2001 blev han for anden gang medlem af Hells Angels. Sandberg var blandt en af hovedarkitekterne i skabelsen af Hells Angels-støttegruppen AK81, som især rekrutterede unge mænd. Sandberg stiftede venskab med Abdessamade Haggi Benarabe også kaldet "Lille A", der ifølge politiet i mange år har været én af lederne bag indvandrerbanden på Blågårds Plads på Nørrebro. I 2004 forsøgte han angiveligt at lokke Sandberg til at konvertere til islam, og han accepterede at gå med til en fredagsbøn, men opdagede nogle dage senere, at han i virkeligheden havde været med til et religiøst vækkelsesmøde med den stærkt fundamentalistiske organisation Hizb ut-Tahrir. I 2013 blev dokumentarfilmen Bandekrigerne - Et farligt venskab udgivet. I filmen fortæller Sandberg og "Lille A" om deres helt usædvanlige venskab.

### Personligt
Han var i 1995 kæreste med den nu tidligere nøgenmodel Kira Eggers. I 2010 var de kærester i en kortere periode. I 1999 fik han en søn med en marokkansk kvinde. I 2012 forlød der rygter om, at han datede realitystjernen Susan K. Nielsen, hvilket hun afviste. I 2013 blev han kærester med den 23-årige kurdiskfødte Susan Dervishi, der er kendt for TV 2-sangkonkurrencen Voice - Danmarks største stemme, som hun deltog i sammen med Xander i 2012. Parret gik fra hinanden i februar 2014. Privat er han nære venner med den storbarmede reality-stjerne Linse Kessler. Hans søn, Oliver Louai, arbejder som finansøkonom i Nordea. I 2018 udgav han bogen Søn af Sandberg på People's Press.
Sandberg har tidligere været involveret i flere flyttefirmaer og vognmandsvirksomheder. I 2008 startede han sit eget vagtfirma BS Consultancy, der blandt andet har passet på den bedrageridømte direktør Stein Bagger og virksomheden IT Factory samt privat for Bagger og hans daværende hustru, ejendomsmægleren Anette Uttenthal. Sandberg har stået for sikkerheden for Bagger-parrets eksklusive lejlighed i Hellerup samt parrets sommerhus i Frankrig. Firmaet havde hovedsæde på det velrenommerede Hotel Josty på Frederiksberg, inden det lukkede. Da han arbejdede for Bagger, modtog han en fast månedsløn på 200.000 kroner.
Han boede fra 2008 til 2010 i en 160 m² stor lejlighed i den mondæne Tuborg Havn i Hellerup. I april 2009 fik han sin Harley-Davidson-motorcykel konfiskeret under SKAT's razzia som led i Al Capone-metoden, der går ud på at svække bandemedlemmerne økonomisk. Det var dog ifølge B.T., fordi han havde gæld til det offentlige på flere hundrede tusinde kroner, at SKAT beslagde motorcyklen. Den 16. august 2009 blev han kørt til hospital i ambulance efter at have fået et ildebefindende i sin lejlighed. Han alarmerede sin nabo, som fik ringet efter redningsfolkene.

### Narkokriminalitet
Ud over narkodommen fra 1991 blev han også i 2003 varetægtsfængslet i 27 dage – sigtet for at have været medgerningsmand til indsmugling af 350 kilogram hash til Norge. Den 18. juni 2004 blev han og tre andre mænd fundet skyldige i at assistere et medlem af Hells Angels med smugling af 350 kg hash til Norge. Sandberg modtog en dom på halvandet års fængsel. Den danske Hells Angels-rocker Torben Kaj Aunfeldt blev i Norge idømt 12 år og 6 måneders fængsel for at stå bag indsmuglingen af hashen.
Den 21. januar 2010 blev han tiltalt for at besidde 30 gram kokain med henblik på videresalg, og ved Københavns Byret den 21. januar 2011 blev han idømt 60 dages fængsel for dette. Narkotiltalen mod Sandberg blev udløst af en større narkosag mod to medlemmer af AK81, der begge er dømt for omfattende handel med narko. Politiet aflyttede gennem længere tid de to rockerlærlinges telefoner, og af telefonsamtalerne fremgik det, at de to på flere tidspunkter solgte kokain til Sandberg. Leverancen foregik over to døgn 7. og 8. december 2008. De to AK81'ere solgte kokainen til ham for 12.000 kr. Overdragelsen fandt dels sted på hans daværende bopæl i Tuborg Havn, og dels på en række restauranter og diskoteker i København, herunder kendis-diskoteket Nasa.

## Stein Bagger

### IT Factory-skandalen
Sandberg mødte Stein Bagger hos fitnesskæden Fitness.dk i deres VIP-afdeling på Nygårdsvej i København. Da Bagger i 2008 i forbindelse med ombygningen af et hovedsæde til IT Factory i Gentofte, ønskede gode råd om sikkerheden på byggepladsen, spurgte han Sandberg til råds. Sandberg havde ifølge ham selv på daværende tidspunkt stor erfaring med sikkerhedsarbejde gennem Hells Angels. Aftalen blev, at han skulle finde vagterne til opgaven, og at han kunne tage sig godt betalt for arbejdet. Efter ombygningen blev Sandberg og hans nyoprettede vagtfirma hyret til at stå for Stein Baggers personlige sikkerhed på bl.a. ture til Frankrig.
Den 2. december 2008 kom det frem i medierne, at han fungerede som Baggers personlige sikkerhedskonsulent. Den 4. december 2008 kunne man læse, at Sandberg var blevet indblandet i efterforskningen af overfaldet på Baggers ven og partner, den tidligere Nordea-medarbejder Allan Vestergaard, der var blevet angrebet med en lægtehammer uden for sit hjem i Farum i Nordsjælland. Den 29. januar 2009 var han til afhøring hos Statsadvokaten for Særlig Økonomisk Kriminalitet i forbindelse med IT Factory-sagen. Vidneafhøringen af Sandberg kastede ikke nyt lys over sagen, da Sandberg nægtede at udtale sig til statsadvokaten, hvilket skete med henvisning til, at han som såkaldt "sikkerhedskonsulent" havde tavshedspligt.
Vagtopgaverne, der i perioder indbragte Sandbergs vagtfirma mere end 260.000 kr. om måneden, fortsatte, indtil Stein Bagger forsvandt på en tur i Dubai i december 2008. Sagen om Stein Bagger og IT Factorys konkurs er en af de mest spektakulære erhvervsskandaler i Danmark i nyere tid. Hovedpersonen Bagger tilstod bedrageri og dokumentfalsk for 831 millioner kroner og blev den 12. juni 2009 idømt 7 års fængsel. I forbindelse med IT Factorys konkurs krævede kurator Boris Frederiksen den 10. juni 2009, at Sandberg skulle tilbagebetale 1.080.000 kr. Ifølge kuratoren er pengene udbetalt som forudbetalt løn og i form af et depositum. Nogle dage senere meddelte Bagger dog, at Sandbergs vagtfirma, BS Consultancy, der stod for sikkerheden i IT Factory fra foråret 2008, har 400.000 kroner til gode.

## Bandekrigen
I august 2008 begyndte den rivaliserende bandekrig mellem rockerklubben Hells Angels og flere forskellige indvandrerbander i Hovedstadsområdet. Bandekrigen menes at være startet efter drabet på den 19-årige VVS-lærling Osman Nuri Dogan i Tingbjerg den 14. august 2008. Den 16. november 2011 ved et nævningeting i Retten i Glostrup, blev den 25-årige Hells Angels-"hangaround" Mazdak Fabricius idømt 13 år og syv måneders fængsel for drabet. Siden har konflikten resulteret i tabet af mindst 10 menneskeliv og flere end 70 sårede. I oktober 2009 havde politiet registreret i alt 109 banderelaterede skudepisoder siden august 2008.

### Drabsforsøg på Joe & the Juice
Den 29. januar 2009 kort efter klokken 13.00 blev Sandberg forsøgt dræbt på juicebaren Joe & the Juice i Ny Østergade i København. Mens han sad sammen med en AK81'er og spiste en sandwich, kom to mænd til hen til butikken, og udefra affyrede de flere skud mod Sandberg, der slap med overfladiske kødsår. Han blev ramt af fragmenter i ryggen, men overlevede, ligesom de øvrige gæster på den travle juicebar slap uden alvorlige skrammer. Den 2. juli 2009 blev en 19-årig mand fremstillet for en dommer i Københavns Dommervagt og varetægtsfængslet i fire uger – sigtet for drabsforsøget.
På daværende tidspunkt havde politiet også identificeret medgerningsmanden, som de mente opholdt sig i udlandet. Den 7. juli 2010 blev den nu 20-årige Dean Rehman fra "Sjælør-banden" (i dag kalder banden sig for "La Raza") idømt 9 års fængsel for drabsforsøget. I retten kom det frem, at drabsforsøget på Sandberg antages for at være hævn for en Hells Angels-rockers skyderi mod en gruppe indvandrere ved en thairestaurant på Halmtorvet. Medgerningsmanden er angiveligt den israelske statsborger Hasan Tom Shibly også kaldet "Sunni", der blev efterlyst via Interpol. Han mistænkes for at have deltaget i drabsforsøget på Sandberg. I 2016 fortalte politiet, at de havde opgivet sigtelsen mod den 34-årig israelske statsborger. "Sigtelsen mod den pågældende er opgivet. Vi betragter efterforskningsmulighederne i sagen som udtømte", fortalte Kathrine Krejberg, senioranklager, Københavns Politi. "Der er tale om drabsforsøg, så selve sagen forældes ikke. Kommer der nye oplysninger frem, så kigger vi selvfølgelig på det", udtalte hun. Dermed kunne den nu 34-årig mand frit rejse til Danmark efter at have været efterlyst internationalt via Interpol.

### Drabsforsøg på Sticks'n'Sushi
Den 19. oktober 2009 kort efter kl. 19.00 blev Sandberg igen forsøgt likvideret på restauranten Sticks'n'Sushi på Strandvejen 195 i Hellerup. Han var i selskab med flere AK81'ere, da skuddene faldt. Det var et såkaldt "drive-by-shooting". Samtlige Hells Angells-medlemmer og AK81'ere på Sticks'n'sushi var iført skudsikre veste. Målet for skuddene var angiveligt Brian Sandberg, men han slap tilsyneladende uskadt fra likvideringsforsøget eller med minimale overfladiske skader. Der blev afgivet fem til seks skud. Den 36-årige fuldgyldige Hells Angels-rocker Dennis Brodthagen blev ramt bag højre øre, hvorefter projektilet fortsatte ud gennem kæben. Ligeledes blev et prøvemedlem truffet overfladisk i ryggen. Foruden de omkring seks rockere var der omkring 15 gæster på restauranten. Efter skyderiet flygtede gerningsmændene mod København i en Skoda Superb 1,9. Bilen blev en lille time senere fundet udbrændt på Fogedgården på Nørrebro. Bilen blev stjålet mellem den 15. og 16. oktober på Amager. Drabsforsøget er fortsat uopklaret, og ingen er på nuværende tidspunkt blevet dømt.

### Rockersagen
Den 4. maj 2010 blev Sandberg anholdt i en større storstilet politiaktion mod Hells Angels. Han han anholdt i klubbens afsnit Southend i Ishøj syd for København. Ved aktionen blev i alt 16 rockere og tilhængere anholdt, sigtet for seks drabsforsøg, en række overfald og for at besidde et større våben- og sprængstoflager. Dagen efter blev han fremstillet i grundlovsforhør i Københavns Byret, hvor han blev varetægtsfængslet i fire uger – sigtet for at have beordret to drabsforsøg: i Skelbækgade 42 på Vesterbro den 11. september 2009 kl. 20.25, hvor en rocker affyrede syv skud mod en kioskpasser. Attentatet mislykkedes, idet kioskpasseren overlevede, men han blev ramt af fire skud og fik efterfølgende amputeret sit ene underben og fjernet milten – og i Rantzausgade på Nørrebro ved internetcaféen Surf'n'Play den 9. oktober 2009 kl. 00.05, hvor flere bevæbnede rockere angiveligt skulle begå en hævnaktion, men drabsforsøget mislykkedes, idet personerne i internetcaféen dukkede sig og derefter skød tilbage, hvor gerningsmændene flygtede fra stedet.
Rockersagen vedrører i alt seks forhold om forsøg på manddrab og i tilknytning hertil underforhold om ulovlig våbenbesiddelse, brugstyveri af motorkøretøjer og ildspåsættelse af motorkøretøjer. Endvidere omfatter sagen også et forhold om vold af særlig rå, brutal eller farlig karakter, et forhold om besiddelse og opbevaring af et større antal våben og eksplosivstoffer i et våbenlager i et kælderrum, et forhold om forsøg på at udsætte andres liv for overhængende fare ved at bringe en bombe til sprængning samt et forhold om besiddelse af 345 gram amfetamin. En stor del af sagens bevismateriale kom fra vidneudsagn fra et tidligere medlem af HA-støttegruppen AK81. Kronvidnet går under navnet MFP og har selv været med til en række af drabsforsøgene. MFP stod til 16 års fængsel for drabsforsøg, men på grund af sit samarbejde med politiet fik han rabat på fire år og blev derfor idømt 12 års fængsel i juni 2011. MFP er en del af PET's vidnebeskyttelsesprogram.
Anklagemyndigheden krævede langvarige fængselsstraffe til de 15 tiltalte. De krævede fængsel på livstid til fire tiltalte og 14 års fængsel til Sandberg, mens hans forsvarer Michael Juul Eriksen mente, at 5 år ville være en rimelig straf. Den 29. september 2011 blev han ved Retten i Glostrup frikendt for drabsforsøget i Skelbækgade, men blev fundet skyldig i at have beordret drabsforsøget i Rantzausgade og idømt 11 år og 10 måneders fængsel. I alt blev 15 rockere, AK81'ere og sympatisører tilsammen idømt over 135 års fængsel. Dette blev dog reduceret til 112 års fængsel den 20. november 2012 efter at Østre Landsret havde behandlet ankesagen, og her blev Sandberg frifundet for drabsforsøget, men blev fundet skyldig i at have beordret et kølleoverfald ved Brorsons Kirken på Nørrebro den 21. august 2009. Han blev løsladt efter at have siddet varetægtsfængslet i 2 år og 4 måneder.
Sagen var Danmarkshistoriens største rockersag og Danmarks hidtil dyreste retssag. De 15 rockere kom i politiets særlige mandskabsvogne. De blev transporteret fra hele landet i håndjern og blev overvåget af utallige politibetjente bl.a. fra politiets specielle aktionsstyrke.

## Bandidos
Den 29. august 2012 kom det frem i dagspressen, at Brian Sandberg selv havde valgt at forlade Hells Angels – med begrundelsen "familiemæssige og personlige årsager". I forbindelse med udmeldingen blev han også flyttet fra Vestre Fængsels særlige rockerafdeling til Maribo Arrest af sikkerhedsmæssige årsager. Han blev smidt ud af rockergruppen i såkaldt left, hvilket betyder, at rockergruppen ikke har noget udestående med ham. Den 4. december 2012 skrev Brian Sandberg på sin Facebook-profil, at han var blevet optaget som medlem af den rivaliserende rockergruppe Bandidos. I medierne var der først forlydender om, at han skulle blive tilknyttet rockergruppen i Sverige og ligeledes være med til at starte en ny afdeling op – "Bandidos Malmø South Chapter" i Bunkeflostrand i Malmø.
Han var medlem af klubbens afdeling i Kvistgård uden for Helsingør, hvor han også fungerede som repræsentant for klubbens nystiftede ungdomsafdeling "Mexican Teamwork". Sandbergs rolle i Bandidos var også at assistere Michael Rosenvold som en slags rådgiver.
Sandberg var i sommeren 2013 tæt involveret med at få etableret den hollandske rockergruppe Satudarah's nye afdeling i Danmark. I 2015 blev han smidt ud af Bandidos efter at have haft en sexchat med et andet medlems ekskone. I dag er han i såkaldt bad standing i både Bandidos og Hells Angels. Det indebærer, at han ikke må opholde sig i nærheden af personer fra de to klubber.

## Andre foretagender

### Som forfatter
Den 10. maj 2010 udkom bogen Gangster: Brian Sandberg på Ekstra Bladets Forlag. Selvbiografien er skrevet af journalisten Henrik Madsen. I bogen fortæller Sandberg i samarbejde med Madsen sin livshistorie: en barndom, der var præget af faderens fravær i form af arbejde, om hans fascination af taekwondo og hans tidligere boksekarriere, hans tidligere narkoforretning og fængselsophold, hvordan han blev optaget hos Hells Angels og smidt ud igen, om sit midlertidige ophold på Tenerife, om sin tidligere nære relation til bandelederen "Lille A" fra Blågårds Plads, om det københavnske og til tider narkoplagede jetsetmiljø, om sin genoptagelse hos Hells Angels, Stein Bagger og IT Factory, om oprettelsen af AK81, den raserende bandekrig og om sin familie. Bogen er skrevet fra en uafhængig synsvinkel af journalisten Madsen. Sandberg havde efterfølgende fået mulighed for at godkende sine egne citater og korrigere faktuelle fejl, men han havde ikke indflydelse på bogens samlede fremstilling.
Bogens udgivelse har givet anledning til debat. Kriminelle menneskers biografier har skabt forargelse i bogbranchen. Biografien om Sandberg er ikke enestående på det danske bogmarked. I 2009 udkom Peter Lundins biografi "En morders bekendelser", og Jørn "Jønke" Nielsens første selvbiografi "Mit liv" fra 1985 solgte 150.000 eksemplarer. Det har tidligere været fremme i medierne, at han fik 600.000 kroner i honorar fra Ekstra Bladets Forlag, hvilket forlaget har afvist.
Den 27. december 2013 blev bogen "Exit Hells Angels" udgivet. Bogen var blevet til efter, at Sandberg i efteråret 2012 overdrog mere end 120 sider dagbog fra tiden i fængslet til forlaget People's Press. Herefter havde forlaget arbejdet med indholdet, uden Sandberg havde haft indflydelse på det endelige produkt. Den er skrevet af forfatter og freelancejournalist Søren Baastrup og udgivet af People's Press. I bogen fortæller han bl.a. om udsmidningen af Hells Angels; angiveligt skulle Hells Angels-medlemmet, den voldsdømte Leon Tommy Unger, have hørt, at Sandberg i 2010 kaldte mangeårige medlemmer af klubben for "sofarockere", og at han ville forsøge at få "brødrene" smidt ud af rockerklubben. Den viden havde Leon Tommy Unger delt med ledende figurer af Hells Angels, og en afstemning i Hells Angels i København havde ført til, at Sandberg var blevet suspenderet, indtil man undersøgte sagen nærmere i Hells Angels. Han har efterfølgende udgivet bøgerne, "Exit Sandberg" i 2016 mens han i 2023 udgav "Unåde – Mit Liv i Bad Standing".

### På TV
I 2010 medvirkede han også i KRIMI5s special "Brian, Bandekrig & Blodhævn". Den 10. og 11. april 2013 blev Thomas Heurlins dokumentarprogram Bandekrigerne vist på TV 2, hvor den tidligere HA-rocker Brian Sandberg og Abde Benarabe, også kaldet "Lille A", stod frem og fortalte om deres helt usædvanlige venskab, der opstod på tværs af banderne, og som var stærkt medvirkende til en optrapning i den københavnske bandekrig. I unikke interviews gav de to hovedpersoner deres udlægning af venskabet og de konflikter, det medførte.
Den 5. januar 2014 blev Sandberg brugt som ekspertkilde i et ti minutter langt indslag om rekruttering til bandemiljøet, som DR 21 Søndag viste. I indslaget bliver den nuværende Bandidos- og tidligere HA-rocker Brian Sandberg brugt som ekspert- og erfaringskilde i forbindelse med sit arbejde som "talentspejder" i rekrutteringen af nye medlemmer til rockernes ungdomsafdelinger. Dette medførte efterfølgende kritik fra flere politikere; Tom Behnke, retspolitisk ordfører for de Konservative udtalte, at det er: "forkastelig og forkert at bruge kriminelle som ekspertkilder." Ligeledes kom der kritik fra Dansk Folkepartis medieordfører Morten Marinus og Socialdemokraternes Mogens Jensen.
I 2022 fortalte han om sit liv i rockermiljøet i dokumentarprogrammet Mit liv som gangster - Brian Sandberg på Discovery+.